# Tan Twan Eng
Tan Twan Eng (* 1972 in Penang) ist ein Autor aus Malaysia.

Tan Twan Eng hat Jura an der University of London studiert und als Anwalt in Kuala Lumpur gearbeitet, bevor er begann Bücher zu schreiben.
Sein erstes Buch The Gift of Rain spielt während der japanischen Besetzung Malaysias und erreichte 2007 die Longlist des Man Booker Prize.
Sein zweites Buch The Garden of Evening Mists wurde 2012 in die Shortlist des Man Booker Prize aufgenommen. Der Roman, der am Ende der japanischen Besatzung Malaysias spielt, erhielt den Man Asian Literary Prize 2012 für das beste Buch eines asiatischen Autors und den Walter Scott Prize für historische Romane 2013.
2023 wurde Engs historischer Roman The House of Doors von Bloomsbury Publishing veröffentlicht. Die Handlung ist in den 1920er Jahren in der britischen Kolonie der Straits Settlements angesiedelt und enthält unter anderem eine fiktive Geschichte über William Somerset Maugham. Der Roman stand auf der Longlist für den Booker Prize 2023 und wurde von der Presse hoch gelobt. So bezeichneten die Washington Post und die Financial Times den Roman als eines der bedeutendsten belletristischen Werke des Jahres 2023.

## Werke
- The Gift of Rain, Myrmidon Books Ltd, Newcastle upon Tyne 2007, ISBN 978-1-905802-04-3
- The Garden of Evening Mists, Myrmidon Books Ltd, Newcastle upon Tyne 2012, ISBN 978-1-905802-49-4
  - Der Garten der Abendnebel, dt. von Michaela Grabinger, Droemer, München 2015, ISBN 978-3426199886
- The House of Doors, Bloomsbury, London, 2023, ISBN 978-1-639731-93-0
  - Das Haus der Türen, dt. von Michaela Grabinger, Dumont, Köln 2025, ISBN 978-3755800187